# Pilar Roldán
María del Pilar Roldán Tapia de Giffenig (ur. 18 listopada 1939 w Meksyku) – meksykańska florecistka, srebrna medalistka olimpijska.
Na igrzyskach olimpijskich w Rzymie w 1960 roku w turnieju indywidualnym odpadła w półfinałach. Na rozgrywanych cztery lata później igrzyskach olimpijskich w Tokio zajęła indywidualnie siódme miejsce. Brała też udział w igrzyskach olimpijskich w Meksyku w 1968 roku, w turnieju indywidualnym zdobywając srebrny medal. W rundzie finałowej wygrała trzy z pięciu walk, plasując się tylko za Jeleną Biełową z ZSRR. 
Na IO 1960 była chorążym reprezentacji Meksyku.
Nie zdobyła medalu mistrzostw świata. Zdobyła za to złote medale indywidualnie na igrzyskach panamerykańskich w Chicago (1959) i igrzyskach panamerykańskich w Winnipeg (1967).
Jej ojciec, Ángel Roldán, oraz siostra, Lourdes Roldán także uprawiali szermierkę.